# Цикіріті коморський
Цикірі́ті коморський (Nesillas brevicaudata) — вид горобцеподібних птахів родини очеретянкових (Acrocephalidae). Ендемік Коморських Островів.

## Поширення і екологія
Коморські цикіріті є ендеміками острова Великий Комор. Вони живуть у вологих гірських тропічних лісах, на галявинах та на вересових пустищах, порослих Philippia, зустрічаються на висоті від 500 до 2300 м над рівнем моря. Живляться комахами. Сезон розмноження триває в серпні-вересні. Гніздяться на землі.